# ぎゅっと ずっと
「ぎゅっと ずっと」は、スピラ・スピカの楽曲。2作目のデジタル配信限定シングルとして、SACRA MUSICより2022年8月26日に各音楽配信サービスにてリリースされた。

## 概要
前作『君なんか好きにならない』から約1年ぶりの配信リリースとなり、寺西裕二とますだの卒業発表後初の楽曲となる。
本楽曲は、リラックマの20周年記念に開催された『リラックマ アンサンブルツアー』のツアーソングとして書き下ろされており、会場BGMとしても使用されている。

## 収録内容
| 全編曲: 重永亮介。 |                                   |           |           |      |
| #                  | タイトル                          | 作詞      | 作曲      | 時間 |
| 1.                 | 「ぎゅっと ずっと」               | 幹葉      | 重永亮介  | 4:22 |
| 2.                 | 「ぎゅっと ずっと」(Instrumental) |           |           | 4:22 |
| 合計時間:          | 合計時間:                         | 合計時間: | 合計時間: | 8:44 |

## タイアップ
ぎゅっと ずっと
リラックマ 20周年記念『リラックマ アンサンブルツアー』ツアーソング